# Unione Sportiva Livorno 1936-1937
Questa voce raccoglie le informazioni riguardanti la Unione Sportiva Livorno nelle competizioni ufficiali della stagione 1936-1937.

## Stagione
L'emblema del Livorno nella sua epoca d'oro è stato Mario Magnozzi con le 184 reti realizzate in maglia amaranto in 277 partite. La stagione scorsa ha chiuso a Livorno la sua carriera calcistica, ed in questa stagione 1936-37 inizia quella di allenatore, conducendo immediatamente la squadra labronica alla promozione in Serie A.
La squadra è la corazzata del campionato cadetto, rafforzata dagli arrivi di Ulisse Uslenghi ed Alfredo Pitto, cavalli di razza che ritornano a Livorno. I meriti di Magnozzi sono quelli di aver plasmato una formazione capace di ottenere il meglio da ogni singolo giocatore. L'esempio più significativo è quello di Bruno Arcari che si trasforma in un implacabile centravanti, autore di 30 reti in 29 partite di campionato.
Il torneo cadetto dominato dai livornesi con 42 punti, tre in più dell'Atalanta, unica squadra a vincere all'Ardenza, entrambe saranno promosse. Con la vittoria del 2º titolo di B della sua storia, il Livorno tornò in Serie A dopo due stagioni di assenza.

## Divise
| Prima divisa | Seconda divisa |

## Rosa
| N. |                      | Ruolo | Calciatore             |
| -- | -------------------- | ----- | ---------------------- |
|    | Italia (bandiera)    | P     | Trento Bongini         |
|    | Italia (bandiera)    | P     | Attilio Bulgheri       |
|    | Italia (bandiera)    | P     | Paolo Lami (I)         |
|    | Italia (bandiera)    | D     | Emilio Bergamini       |
|    | Italia (bandiera)    | D     | Armando Bertagni       |
|    | Italia (bandiera)    | D     | Rodolfo Bonaccorsi (I) |
|    | Italia (bandiera)    | D     | Guido Duo              |
|    | Italia (bandiera)    | D     | Amelio Lami (II)       |
|    | Italia (bandiera)    | C     | Angelo Arcari (II)     |
|    | Italia (bandiera)    | C     | Alfredo Pitto          |
|    | Argentina (bandiera) | C     | Francisco Garaffa      |
|    | Uruguay (bandiera)   | C     | Ulisse Uslenghi        |

| N. |                   | Ruolo | Calciatore         |
| -- | ----------------- | ----- | ------------------ |
|    | Italia (bandiera) | C     | Mario Nicolini     |
|    | Italia (bandiera) | C     | Bruno Rossi        |
|    | Italia (bandiera) | A     | Sergio Angelini    |
|    | Italia (bandiera) | A     | Bruno Arcari (IV)  |
|    | Italia (bandiera) | A     | Ostilio Capaccioli |
|    | Italia (bandiera) | A     | Giovanni Costanzo  |
|    | Italia (bandiera) | A     | Natale Faccenda    |
|    | Italia (bandiera) | A     | Luciano Lentini    |
|    | Italia (bandiera) | A     | Venuto Lombatti    |
|    | Italia (bandiera) | A     | Raggio Montanari   |
|    | Italia (bandiera) | A     | Osvaldo Trebbi     |
|    | Italia (bandiera) | A     | Aurelio Zennaro    |

## Risultati

### Campionato

#### Girone di andata
| Arbitro: | Moretti (Genova) |

|           |           |  |
| Boltri 8’ | Marcatori |  |

| Arbitro: | Bertone (Milano) |

|                              |           |  |
| Costanzo 17’, 41’ Trebbi 84’ | Marcatori |  |

| Arbitro: | Galeati (Bologna) |

|                     |           |                                                |
| Battioni 38’ (rig.) | Marcatori | 1’, 35’ Angelini 45’, 74’ Arcari IV 62’ Trebbi |

| Arbitro: | Gondola (Monfalcone) |

|              |           |  |
| Arcari IV 3’ | Marcatori |  |

| Arbitro: | Scotto (Savona) |

|                             |           |              |
| Provaglio 66’ Girometta 75’ | Marcatori | 85’ Faccenda |

| Arbitro: | Mazzarini (Roma) |

|  |           |               |
|  | Marcatori | 88’ Bolognese |

| Arbitro: | Ciamberlini (Genova) |

|              |           |                                        |
| Zironi I 38’ | Marcatori | 8’ Zennaro 9’, 37’, 53’, 88’ Arcari IV |

| Arbitro: | Zelocchi (Modena) |

|                                               |           |  |
| Morelli 49’ (aut.) Arcari IV 65’ Angelini 70’ | Marcatori |  |

| Arbitro: | Scotto (Savona) |

|  |           |                    |
|  | Marcatori | 43’, 89’ Arcari IV |

| Arbitro: | Mastellari (Bologna) |

|              |           |  |
| Franzoni 83’ | Marcatori |  |

| Arbitro: | Gamba (Napoli) |

|                                                               |           |  |
| Arcari IV 1’, 16’, 36’, 54’ Montanari 55’ Costanzo 76’ (rig.) | Marcatori |  |

| Arbitro: | Pasinati (Venezia) |

|                                              |           |              |
| Montanari 4’ Arcari IV 44’, 77’ Costanzo 81’ | Marcatori | 63’ Calzolai |

| Arbitro: | Dattilo (Roma) |

|              |           |                      |
| Kossovel 18’ | Marcatori | 54’ (rig.) Arcari IV |

| Arbitro: | Gonani (Ravenna) |

|  |           |               |
|  | Marcatori | 31’ Arcari IV |

| Arbitro: | Biancone (Roma) |

|                           |           |  |
| Montanari 2’ Angelini 85’ | Marcatori |  |

#### Girone di ritorno
| Arbitro: | Marini (Verona) |

|                                                 |           |           |
| Nicolini 15’ Arcari IV 21’, 45’, 89’ Trebbi 59’ | Marcatori | 4’ Boltri |

| Arbitro: | Salvatori (Roma) |

|            |           |          |
| Icardi 87’ | Marcatori | 1’ Pitto |

| Arbitro: | Fois (Roma) |

|                         |           |  |
| Pitto 41’ Arcari IV 75’ | Marcatori |  |

| Arbitro: | Gonani (Ravenna) |

|                      |           |              |
| Bergamini 26’ (aut.) | Marcatori | 16’ Lombatti |

| Arbitro: | Mazza (Torre del Greco) |

|                            |           |  |
| Lombatti 29’ Arcari IV 75’ | Marcatori |  |

| Arbitro: | Mattea (Torino) |

|           |           |               |
| Savio 44’ | Marcatori | 45’ Arcari IV |

| Arbitro: | Carminati (Milano) |

|              |           |              |
| Angelini 51’ | Marcatori | 60’ Zironi I |

| Viareggio 7 marzo 1937 23ª giornata | Vezio Parducci Viareggio | 0 – 0 | Livorno | Stadio Polisportivo del Littorio\| Arbitro: \| Sassi (Roma) \| |
| Arbitro:                            | Sassi (Roma)             |       |         |                                                                |

| Arbitro: | Biancone (Roma) |

|                                                            |           |  |
| Garaffa 25’ Montanari 39’, 53’ Capaccioli 80’ Angelini 81’ | Marcatori |  |

| Arbitro: | Mauri (Como) |

|                                               |           |             |
| Angelini 27’ Arcari IV 52’, 68’ Montanari 72’ | Marcatori | 41’ Mihalic |

| Verona 4 aprile 1937 26ª giornata | Verona           | 0 – 0 | Livorno | Stadio Comunale di Via Bentegodi\| Arbitro: \| Caironi (Milano) \| |
| Arbitro:                          | Caironi (Milano) |       |         |                                                                    |

| La Spezia 18 aprile 1937 27ª giornata | Spezia             | 0 – 0 | Livorno | Stadio Alberto Picco\| Arbitro: \| Carminati (Milano) \| |
| Arbitro:                              | Carminati (Milano) |       |         |                                                          |

| Arbitro: | Candela (Genova) |

|                                        |           |             |
| Uslenghi 4’ Montanari 58’ Angelini 90’ | Marcatori | 23’ Patuzzi |

| Arbitro: | De Benedictis (Nardò) |

|                                      |           |  |
| Arcari IV 72’, 81’, 88’ Costanzo 84’ | Marcatori |  |

| Arbitro: | Biancone (Roma) |

|                                      |           |                                         |
| Re 10’ Ferretti I 20’ Gerbi 49’, 69’ | Marcatori | 75’ Arcari IV 83’ Costanzo 85’ Faccenda |

### Coppa Italia
| Arbitro: | Rosa (Roma) |

|                                                                          |           |                       |
| Pollastri 12’ (aut.) Angelini 29’ Capaccioli 38’, 49’ Montanari 75’, 77’ | Marcatori | 33’ Gaddoni 84’ Cella |

| Arbitro: | Mazza (Napoli) |

|              |           |                 |
| Faccenda 29’ | Marcatori | 10’, 15’ Grolli |

## Statistiche

### Statistiche di squadra
| Competizione | Punti | Totale | Totale | Totale | Totale | Totale | Totale |
| Competizione | Punti | G      | V      | N      | P      | Gf     | Gs     |
| ------------ | ----- | ------ | ------ | ------ | ------ | ------ | ------ |
| Serie B      | 42    | 30     | 17     | 8      | 5      | 66     | 20     |
| Totale       | 42    | 30     | 17     | 8      | 5      | 66     | 20     |